# Madonie
Madonie (wł. Le Madonie lub Madonìa, scn. Li Marunìi) – krótkie pasmo górskie położone w północnej części Sycylii, 5 km na południe od wybrzeża Morza Tyrreńskiego, między rzekami Pollina na wschodzie i Imera Settentrionale na zachodzie. Razem z Monti Nebrodi i Górami Pelorytańskimi tworzy tzw. Apeniny Sycylijskie, uważane za część łańcucha górskiego Apeninów.
Najwyższym szczytem jest Pizzo Carbonara (1979 m n.p.m.), drugi pod względem wysokości na Sycylii po Etnie. Szczytami powyżej 1900 m n.p.m. są też: Pizzo Antenna Grande (1975 m n.p.m.), Pizzo Palermo (1955 m n.p.m.), Monte San Salvatore (1912 m n.p.m.) i Monte Ferro (1908 m n.p.m.).
W górach Madonie znajdują się źródła głównych rzek Sycylii: Pollina, Imera Settentrionale i Salso.
Suma opadów w górach Madonie wynosi 800-1000 mm rocznie, częściowo w formie stałej. Część wody przelewa się przez liczne źródła szczelinowe lub przelewowe, które na ogół znajdują się na styku wapienia z warstwami ilastymi lub marglistymi na wysokościach
od 500 do 1500 m n.p.m.
Formacje geologiczne obecne w górach Madonie pochodzą z okresu od górnego triasu do dolnego miocenu. Budowę pasma górskiego można podzielić na dwa podstawowe typy: formacje wapienno-dolomitowe i formacje krzemionkowe. W skałach obecne są liczne skamieliny gąbek, alg i małż. 
Głównymi miejscowościami w górach są: Castelbuono, Geraci Siculo, Petralia Soprana, Petralia Sottana, Polizzi Generosa, Collesano i Isnello.
Krajobraz gór Madonie jest bardzo urozmaicony i obejmuje m.in. łagodne zalesione pagórki, nagie klify, płaskowyże, zielone doliny i kaniony. Góry charakteryzuje również bardzo wysoka różnorodność biologiczna, można w nich znaleźć ponad połowę występujących na wyspie gatunków roślin, włączając endemity.
W 1989 r. góry zostały objęte ochroną przez utworzenie parku krajobrazowego Parco delle Madonie, włączonego do Europejskiej Sieci Geoparków.